# AS Beauvais Oise
AS Beauvais Oise är en fransk fotbollsklubb från Beauvais. Klubben spelar i Championnat National, franska tredjedivisionen. 
Hemmamatcherna spelas på Stade Pierre Brisson.